# Wendeburg
Wendeburg település Németországban, azon belül Alsó-Szászország tartományban. Lakosainak száma 10 482 fő (2023. december 31.). Wendeburg Edemissen, Papenteich, Braunschweig, Vechelde, Peine, Adenbüttel, Schwülper és Didderse községekkel határos.

## A település részei
- Bortfeld
- Harvesse
- Meerdorf
- Neubrück
  - Ersehof
- Rüper
- Sophiental
- Wendeburg
  - Wendeburg
  - Wendezelle
  - Zweidorf
- Wense

## Személyek
- Heinrich Brandes (1803–1868), (Bortfeld) festő
- Else Sonnenberg(wd) (1879–1967), (Wendeburg) szerző és telepes Namíbiában (Német Délnyugat-Afrika)

## Népesség
A település népességének változása:
| Lakosok száma | 10 280 | 10 319 | 10 880 | 10 307 | 10 526 | 10 542 | 10 482 |
|               | 2016   | 2017   | 2018   | 2019   | 2021   | 2022   | 2023   |